# Serieåret 2015

## Händelser
- 9 december - Crossoverserien Batman/Teenage Mutant Ninja Turtles börjar publiceras.

## Avlidna
- 7 januari
  - Tignous, 57, fransk serietecknare.[1]
  - Georges Wolinski, 80, fransk serietecknare.[1]
  - Cabu, 76, fransk serietecknare.[1]
  - Charb, 47, fransk serietecknare och chefredaktör.[1]

### Fotnoter
1. 1 2 3 4  Tina Zenou (7 januari). ”De dödades i attacken”. Dagens Nyheter. http://www.dn.se/nyheter/varlden/de-dodades-i-attacken/. Läst 27 februari 2015.